# Sternangustum copei
Sternangustum copei är en skalbaggsart som beskrevs av Karl Adlbauer 2001. Sternangustum copei ingår i släktet Sternangustum och familjen långhorningar.
Artens utbredningsområde är Gabon. Inga underarter finns listade i Catalogue of Life.